# San Marino na Letních olympijských hrách 2020
San Marino na Letních olympijských hrách 2020 reprezentovalo celkem 5 sportovců ve 4 sportech. Jednalo se o patnáctou účast této země od první účasti v roce 1960.
San Marino získalo na těchto hrách 3 medaile, čímž se stalo nejmenším státem světa s olympijským medailistou. Zároveň se na těchto Hrách stalo státem s největším počtem medailí na počet obyvatel.

## Medailisté
| Medaile | Jméno sportovce                        | Sport             | Disciplína                 | Datum dosažení |
| ------- | -------------------------------------- | ----------------- | -------------------------- | -------------- |
| Stříbro | Gian Marco Berti Alessandra Perilliová | Sportovní střelba | Smíšená družstva – trap    | 31. července   |
| Bronz   | Alessandra Perilliová                  | Sportovní střelba | Ženy – trap                | 29. července   |
| Bronz   | Myles Amine                            | Zápas             | Muži – volný styl do 86 kg | 5. srpna       |

## Počet soutěžících v jednotlivých sportech
| Sport             | Druh sportu | Muži | Ženy | Celkem |
| ----------------- | ----------- | ---- | ---- | ------ |
| Judo              | -           | 1    | 0    | 1      |
| Plavání           | -           | 0    | 1    | 1      |
| Sportovní střelba | -           | 1    | 1    | 2      |
| Zápas             | -           | 1    | 0    | 1      |
| Celkem            | Celkem      | 3    | 2    | 5      |